# 베이징 외국어대학 학부

## 교학 단위[1]
- 국제상학원
- 아랍어학부
- 러시아어학부
- 고급번역학부
- 영어학부
- 중국어어문학학원
- 국제관계학부
- 로스쿨
- 아시아•아프리카학부
- 유럽언어문화학부
- 전용영어학부
- 네트워크 및 평생교육 학부
- 예술연구원
- 국제신문 및 매스컴학부
- 베이징일본연구센터
- 독일어학부
- 프랑스어학부
- 일본어학부
- 스페인어•포르투갈어족학부
- 컴퓨터사이언스학부
- 체육부
- 세계사연구학부

## 중국어어문학학원

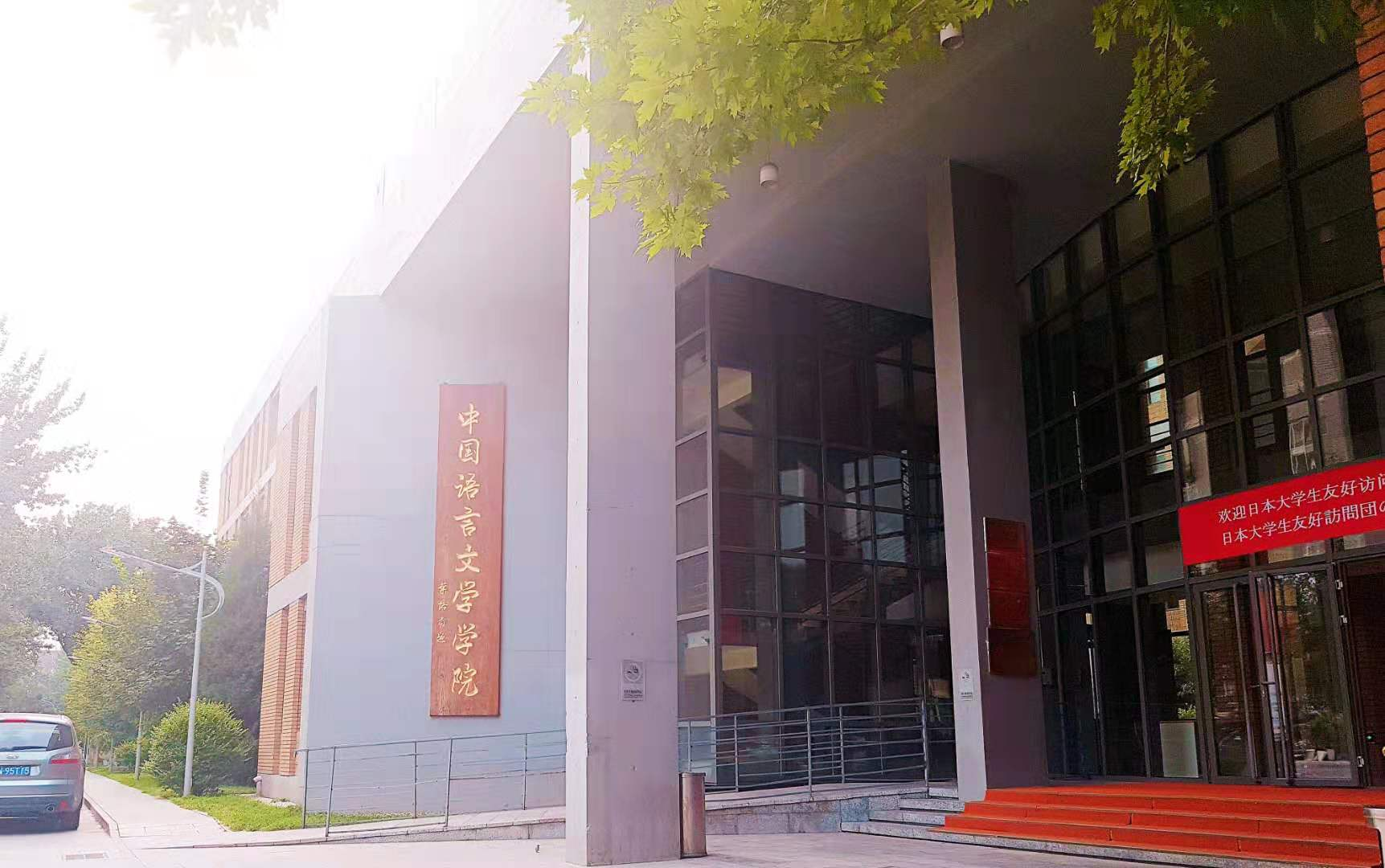
북경외국어대학 중문학부

약칭은 北外中文学院（běiwài zhōngwénxuéyuàn). 대외한어과도 주요 학과중 하나이다. 한국인 학생들이 북경외대 내에서 가장 많은 학부에 속한다. 매년 수백명의 한국인 신입생을 받아들이고 있다. 북경외대 중문학부는 일본인 특별본과가 있어 일본인 4년 본과생이 다른 학부에 비해 많다.매년 일본 간사이대학에서 1년간 교환 유학생이 온다. 릿쿄 대학, 주오 대학의 교환 유학생도 있다. 유럽인과 영미권 학생의 비율도 북경외대 학부 중에서 제일 높다.

### 역사
1950년대 초부터 국어연구실과 국문과를 전전하였다.1980년 10월 학교에 외국인 유학생 중국어 연수부가 증설됐다.
1984년 9월 중국어 학습실과 외국인 유학생들의 중국어 연수부가 합쳐졌다.1985년 9월 교육부 승인을 거쳐 대외중문한어과와 중국어학과를 설립했다.1992년 11월 외국인 유학생을 위한 4년제 대학 본과를 창설하고 국제교류학부를 설립했다.중문과는 1994년 6월 중국어문학원으로 개칭했다.1998년 12월 국제교류학원과 중국어학원이 합병하여 새로운 국제교류학원을 설립하였으며 2006년에는 중국어어문학학원으로 이름을 바꾸고 현재에 이르고 있다.

#### 학과 내용[3]
중문학부는 주로 중국인과 외국인 대학생들의 교학, 석사 과정 외국인 학생의 중국어 연수, 교육 인턴십, 전교 중국어 공통수업 등을 실시하고 있다. 중국어 수업과 한자어학의 두개 학부를 개설하고 언어학과 응용 언어학, 비교 문학 세계 문학 등의 석사 과정을 개설하였다. 언어학과 응용 언어학 석사 과정에는 대외 한자어 교학, 중국어의 연구, 중문으로 외국어의 언어 비교, 중국 문학 등의 연구 방향이 있다.비교 문학, 해외 한학, 중국 내외 문학 비교, 비교 문학 안팎의 소설 비교 등도 중요 과목이다.
북경외대 중국어학부 측에 따르면 북경외대 중문학부는 사람을 근본으로 하여, '세 가지 지향'을 학부 슬로건으로 하고 있다. 학부 목표는 중국어와 외국어를 할줄 아는 다양한 학생을 육성하는 것이다.학부는 북경외대의 외국어학과가 중국에서 제일 많고 세계 각국과의 연계가 있는 것을 기반으로 학생들을 관리 중이다.